# Маріано I (юдик Торресу)
Маріано I (італ. Mariano I; д/н — 1082) — юдик (володар) Торреського юдикатів в 1073—1082 роках.

## Життєпис
Походив з династії Лакон-Гунале. Син Андреа I, юдика Торресу. За свідченням анонімного автора хроніки «Libellus judicum turritanorum», замолоду зловживав вином, але під впливом матері відмовився від цієї губної звички. Після цього став пити лише цілющі води. У 1073 році після смерті батька успадкував трон Торресу. Того ж року помер його дід Баризон I, завдяки чому Маріано I став повновладним правителем Торреського юдикату.
У зовнішній політиці продовжив курс на збереження союзних відносин з Генуезькою і Пізанською республікою, флоти яких допомагали в захисті узбережжя від арабських піратів. Особливо тісними стали відносини з Пізою, якій приблизно 1080 року на прохання єпископа Жерара де Логудора було надано так звані Логудорські привілеї (також відомий як Пізанський консульський лист). Це був одним із перших відомих текстів сардинською мовою. Також визнав зверхність Папського престолу.
У внутрішній політиці продовжив курс попередника, спрямований на підтримку церкви та монастирів. У 1080 році завершив зведення базиліки Сан-Джавіно в Торресі. Помер ймовірно 1082 року, оскільки остання письмова згадка про нього відноситься до 18 березня 1082 року. Спадкував син Костянтин I.

## Родина
Дружина — Сусанна де Зорі.
Діти:
- Костянтин (д/н—1128), юдик Торресу
- Іттокор (д/н—1124), юдик Галлури
- Гоннаріо (д/н — після 1124)
- П'єтро (д/н — між 1113 і 1124)
- Коміта (д/н — між 1113 і 1124)
- Торбено
- Падулеса, дружина Торкіторіо I, юдика Галлури

1 бастард 